# Yungyang
Yungyang is een bestuurslaag in het regentschap Lamongan van de provincie Oost-Java, Indonesië. Yungyang telt 2358 inwoners (volkstelling 2010).